# Rolf Jobst
Rolf Jobst (n. 31 martie 1951, Ebersbach⁠(d), Saxonia, Germania – d. 27 ianuarie 2020, Berlin, Germania) a fost un canotor ce a reprezentat Republica Democrată Germană, medaliat olimpic. A participat la o ediție a Jocurilor Olimpice (1972) în care a câștigat o medalie de argint.

## Participări
Lista de mai jos prezintă principalele competiții la care a participat Rolf Jobst de-a lungul carierei.
- rowing at the 1972 Summer Olympics – men's coxed four[*][6]